# Гаджикурбанов, Яраги Исаевич
Яраги Исаевич Гаджикурбанов (7 ноября 1917 — 13 марта 1997) — советский цирковой артист, канатоходец, народный артист РСФСР (1960).

## Биография
Яраги Исаевич Гаджикурбанов родился 7 ноября 1917 года в ауле Цовкра-1 Кулинского района Дагестана, который славился искусством канатоходцев (пехлеванов).
В цирке стал работать с 1935 года. Был одним из создателей и участников номера канатоходцев «Цовкра», названному по родному селу. В 1935 году выступил с группой канатоходцев на Олимпиаде народного творчества в Махачкале. После этого их пригласили в киевскую цирковую школу, откуда они вышли уже в качестве цирковой национальной труппы «4 Цовкра 4». Вместе с ним в группе были Рабадан Абакаров (1917—1995), Магомед Загирбеков (1922—1942), Сабирула Курбанов (1919—1957). Работал в группе до 1947 года.
Создатель, участник и руководитель аттракциона «Дагестанские канатоходцы» (1947—1976). Участвовал в заграничных турне. Член КПСС с 1945 года.
Вместе с ним выступали его дочери: до 1968 года — Джарият; до 1972 года — Эльмира; до 1970 года — Айшат; до 1974 года — Алмаз, Зулейхат, Патимат (Фатима) и Изумруд. Среди его учеников: А. Абакаров, К. Меджидов, Г. Курбанов, Ш. Магомедов.
Среди сложнейших трюков: заднее сальто на канате, балансирование с завязанными глазами на канате 5-метрового перша с двумя партнёршами на нём, полёт с качелей на канат.
Умер 13 марта 1997 года в Москве, похоронен на Хованском кладбище (центральное, участок 144Б).

### Семья
- Дочери:
  - Джарият (р. 1941), народная артистка Дагестанской АССР (1964);
  - Эльмира (р. 1944), заслуженная артистка Дагестанской АССР (1960);
  - Айшат (р. 1946), заслуженная артистка Дагестанской АССР (1964);
  - Алмаз (р. 1948);
  - Зулейхат (р. 1951);
  - Патимат (Фатима) Гаджикурбанова, в замужестве Медникова (р. 1953);
  - Изумруд (р. 1956).

## Награды и премии
- Заслуженный артист РСФСР.
- Народный артист Дагестанской АССР.
- Народный артист РСФСР (22.10.1960).
- Медаль «За трудовое отличие» (19.11.1939)[1].